# 炭素-炭素結合
炭素-炭素結合（たんそ-たんそけつごう、Carbon-carbon bond）とは、2原子の炭素間の共有結合のことである。もっとも一般的なのは単結合で、これは、2つの炭素原子由来のそれぞれ1つずつの電子で構成される結合である。炭素-炭素単結合はσ結合で、これは炭素原子の混成軌道間で構成される。たとえば、エタンの混成軌道はsp3混成軌道である。しかし、他の混成軌道でも単結合は現れる（例：sp2 to sp2）。事実、炭素-炭素単結合を作るとき、両方の炭素が同じ混成軌道である必要はない。また、炭素原子は、アルケンと呼ばれる二重結合およびアルキンと呼ばれる三重結合も形成する。二重結合は、sp2混成軌道によって構成され、1つのp軌道は混成に関与しない。三重結合はsp混成軌道によって構成され、2つのp軌道が混成に関与しない。混成に関与しないp軌道はπ結合に使われる。
炭素は他の元素と比べ、それ自身が長い連鎖を形成するというユニークな特性を持っている。炭素-炭素結合によって結びつけられた分子の種類は莫大な数に上る。炭素鎖によってできた分子は生命にとって重要なものであり、炭素の化合物は有機化学という一つの研究分野を形成している。

## 分枝
分枝もC-C骨格において一般的である。炭素原子に結合する隣の炭素原子の数によって見分けることができる。
- 第1級炭素原子（primary carbon atom）： 隣の炭素が1つ。
- 第2級炭素原子（secondary carbon atom）： 隣の炭素が2つ。
- 第3級炭素原子（tertiary carbon atom）： 隣の炭素が3つ。
- 第4級炭素原子（quaternary carbon atom）： 隣の炭素が4つ。

## 合成
炭素-炭素結合形成反応（Carbon-carbon bond forming reactions）とは、新しい炭素-炭素結合を形成する反応である。これらは、製薬、合成樹脂のような多くの人工の化学物質の合成において重要な反応である。
炭素-炭素結合を形成する反応には、アルドール反応、ディールス・アルダー反応、グリニャール試薬によるカルボニル基の付加、ヘック反応、マイケル付加、ウィッティヒ反応などがある。